# Johann Brunetti
Johann Brunetti (ur. 1646 r. w Massa di Carrara, zm. 28 marca 1703 r. w Nysie) – włoski duchowny katolicki, biskup pomocniczy wrocławski od 1693 roku.

## Życiorys
Urodził się w 1646 roku w Massa di Carrara. Studiował w Rzymie, Wiedniu i Krakowie, gdzie w 1669 roku uzyskał doktorat z prawa. Od 1669 roku był członkiem wrocławskiej kapituły katedralnej. W 1673 roku przyjął święcenia kapłańskie, po których otrzymał stanowisko protonotariusza apostolskiego, a cztery lata później kanonika w kolegiacie głogowskiej oraz świętokrzyskiej we Wrocławiu (1684). W 1692 roku wzniesiono dla niego w północno-wschodniej części dawnego zamku, przy obecnej ulicy św. Marcina we Wrocławiu, okazałą rezydencję z pięknymi ogrodami. Przez wiele lat pełnił funkcję wiceoficjała, co spowodowane było nieustanną nieobecnością oficjała, którym był biskup Franz Karl Neander, rezydujący w Nysie. Przewodniczył wszystkim posiedzeniom konsystorza we Wrocławiu. Ponadto w latach 1676-1694 był rektorem alumnatu wrocławskiego. 5 października 1693 roku został prekonizowany biskupem tytularnym Lacedemonu i biskupem pomocniczym wrocławskim. Sakrę biskupią przyjął rok później. W 1698 roku uzyskał w kapitule katedralnej godność prałata kustosza, a następnie w 1700 roku nominację na prezydenta zarządu biskupiego w Nysie, gdzie rezydował do śmierci w 1703 roku. Jego ciało przewieziono do Wrocławia i pochowano w katedralnej kaplicy Najświętszego Sakramentu, którą ufundował jego brat - J. J. Brunetti, wikariusz generalny we Wrocławiu, zmarły w 1692 roku.